# Kieskompas

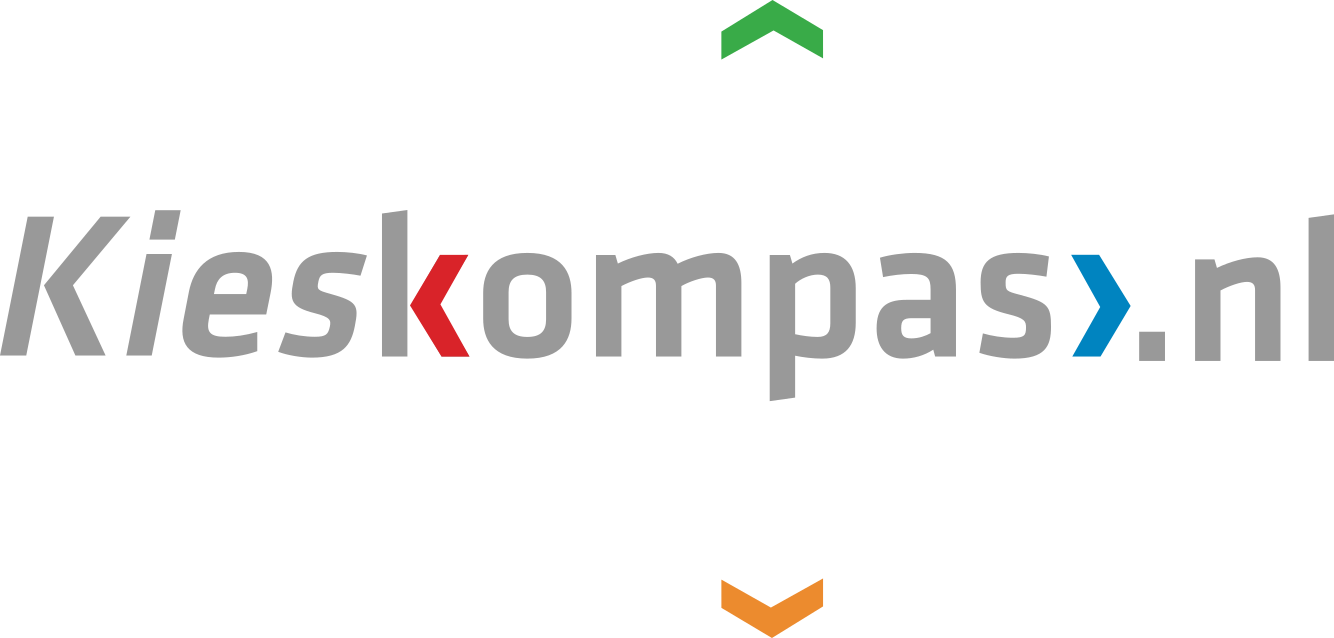
Kieskompas-Logo

Das niederländische Unternehmen Kieskompas (deutsch: Wahlkompass) wurde im Jahr 2007 an der Freien Universität Amsterdam durch André Krouwel gegründet. Ziel der Kieskompas-Projekte ist es, komplexe Zusammenhänge für ein breites Publikum aufzubereiten. Zum Kerngeschäft des Unternehmens gehört die Entwicklung von Online-Wahlhilfen (engl. Voting advice applications), die politische Informationen für Wähler aufbereiten.

## Methodisches Vorgehen für Online-Wahlhilfen

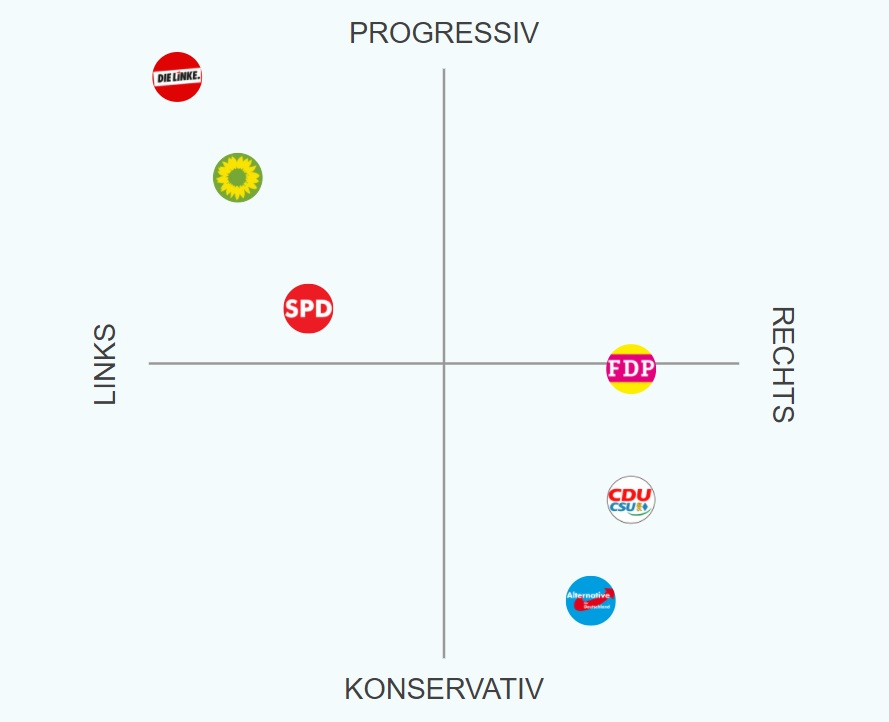
Politische Landschaft, berechnet durch Bundeswahlkompass 2017

Die Online-Wahlhilfen von Kieskompas basieren auf einem zweidimensionalen politischen Spektrum, aus dem sich ein zweiachsiges Koordinatensystem ergibt. Zunächst müssen ca. 30 Aussagen zu relevanten Themen des Wahlkampfes formuliert werden. Zur Ermittlung der Positionen der politischen Akteure werden Parteien (in parlamentarischen Systemen) bzw. Kandidaten (in präsidentiellen Systemen) anhand öffentlich verfügbarer Nachweise (beispielsweise aus Wahlprogrammen, Parteiwebsite oder Aussagen von Spitzenkandidaten) positioniert. Die Position ergibt sich aus dem Grad der Zustimmung zu den 30 Aussagen, die anhand einer fünfstufigen Skala vorgenommen wird. Alle Quellennachweise sind in der Applikation sichtbar, so dass Nutzer der Wahlhilfe diese überprüfen können. Auf Basis der Einordnung der Parteien wird dann für jede Partei eine Position im politischen Spektrum berechnet. Die Nutzer beantworten schließlich die 30 ausgewählten Aussagen ebenfalls und erhalten dann eine individuelle politische Position, die sie mit den Parteipositionen vergleichen können.

## Projekte

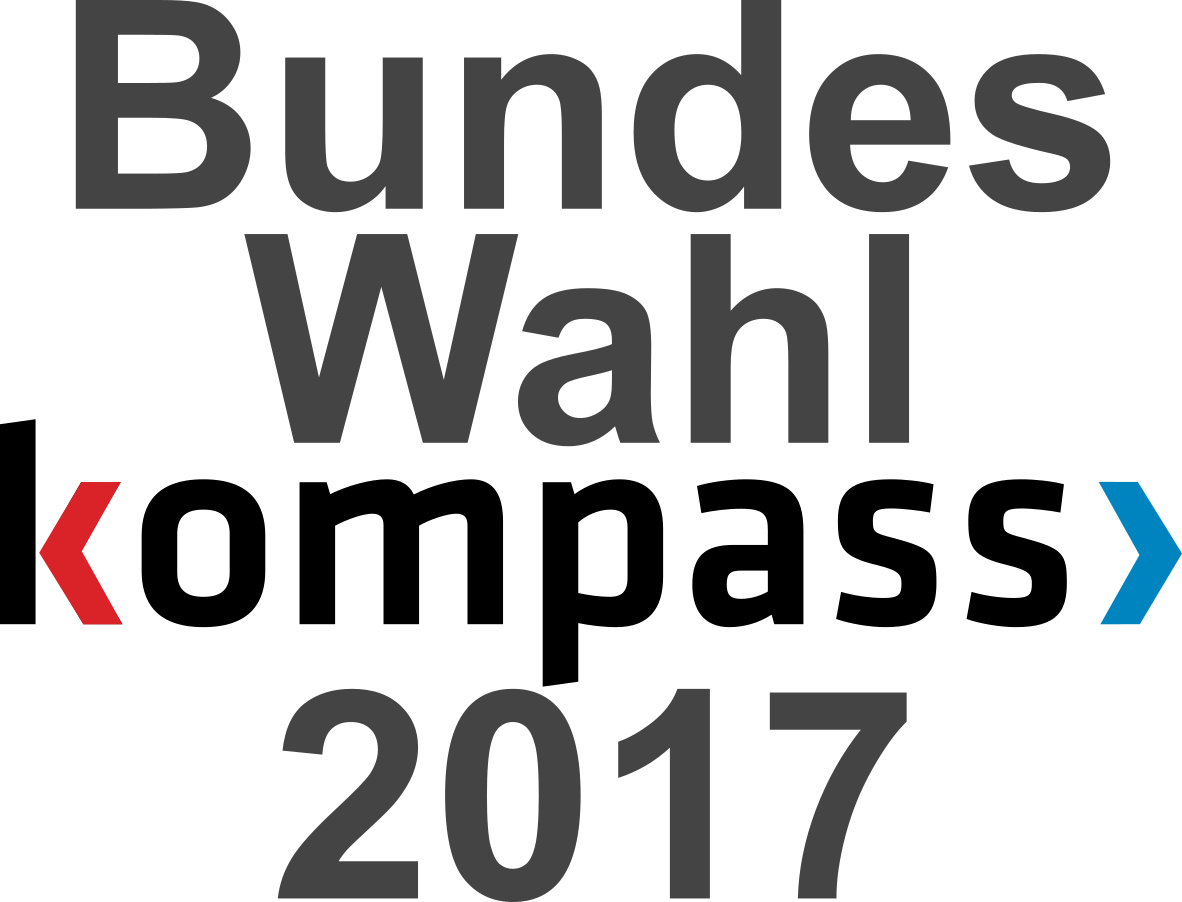
Logo Bundeswahlkompass 2017

Seit der Veröffentlichung der ersten Wahlhilfe im Jahr 2006 betreute Kieskompas ca. 40 Projekte weltweit. In Deutschland hat Kieskompas Online-Wahlhilfen zu den Europawahlen 2009 und 2014, den Bundestagswahlen 2013 und 2017 und zur niedersächsischen Landtagswahl 2017 entwickelt. Im Februar 2018 veröffentlichte Kieskompas mit dem Wahl-Kompass Frankfurt die erste wissenschaftliche Wahlhilfe zu einer Oberbürgermeisterwahl in Deutschland, die auch in englischer Sprache verfügbar ist. An dem Kieskompas-Projekt zu den kanadischen Unterhauswahlen 2011 hat auch Clifton van der Linden mitgearbeitet, der anschließend unter dem Namen Vote Compass mit der Vermarktung ähnlicher Wahlhilfen begonnen hat, darunter das Wahl-Navi der RTL-Gruppe in Deutschland.

## Unterschiede zum Wahl-O-Maten
Kieskompas versteht sich als Anbieter eines Alternativangebots zur weit verbreiteten Wahlhilfe StemWijzer, die in Deutschland unter dem Namen Wahl-O-Mat von der Bundeszentrale für politische Bildung angeboten wird. Ein Unterschied besteht darin, dass beim Kieskompas kleinere Parteien nur in Ausnahmefällen die Anforderungen erfüllen, um berücksichtigt zu werden.
Über die Darstellung der Ergebnisse ist im Gegensatz zum Wahl-O-Mat ein grober Vergleich der Parteien untereinander möglich.
Die Textnachweise der Parteien sind öffentlich verfügbar, so dass Parteien sich auf bestehende Positionen beziehen müssen und keine gesonderten Begründungen verfassen können. Kieskompas bietet eine Einbindung über einen iFrame in andere Websites an, wohingegen der Wahl-O-Mat nur direkt über einen Link aufgerufen werden kann.

## Auszeichnungen und Nominierungen
- World e-democracy forum award 2009 für Projekt "EU Profiler" zu den Europawahlen 2009[8]
- Digital Publishing Innovation of the Year (Nominierung, Finalist) für Political Persona Projekt in Kooperation mit The Sydney Morning Herald und The Age[9]